# Turn-Weltmeisterschaften 2006
Die 39. Weltmeisterschaften im Gerätturnen fanden vom 13. bis 21. Oktober 2006 in Aarhus (Dänemark) statt. Die Wettkämpfe wurden in der NRGi Arena ausgetragen.

## Teilnehmer
An den 39. Turn-Weltmeisterschaften nahmen 545 Sportler, davon 237 Frauen, aus 62 Ländern teil.
| - Ägypten (8) - Algerien (6) - Argentinien (6) - Armenien (2) - Aserbaidschan (1) - Australien (14) - Belgien (3) - Brasilien (12) - Bulgarien (14) - Chile (12) - Volksrepublik China (14) - Dänemark (14) - Deutschland (13) - Estland (1) - Finnland (13) - Frankreich (12) - Griechenland (13) - Irland (3) - Island (10) - Israel (7) - Italien (13) | - Jemen (1) - Japan (14) - Kanada (13) - Kasachstan (7) - Kolumbien (6) - Kroatien (6) - Lettland (7) - Litauen (4) - Luxemburg (1) - Malaysia (1) - Mexiko (12) - Neuseeland (2) - Niederlande (13) - Nordkorea (6) - Norwegen (12) - Österreich (9) - Polen (12) - Portugal (6) - Puerto Rico (11) - Rumänien (13) - Russland (14) | - Schweden (13) - Schweiz (13) - Slowakei (3) - Slowenien (9) - Spanien (14) - Südafrika (8) - Südkorea (14) - Chinesisch Taipeh (8) - Thailand (2) - Tschechien (12) - Tunesien (2) - Türkei (7) - Ungarn (9) - Ukraine (13) - Usbekistan (2) - Vereinigte Staaten (14) - Vereinigtes Königreich (14) - Venezuela (11) - Belarus (14) - Zypern (2) |

## Ergebnisse

### Männer

#### Mannschaft
| Platz | Land                   | Punkte   | Team-Mitglieder |
| ----- | ---------------------- | -------- | --- |
| 1.    | Volksrepublik China    | 277.775  | Chen Yibing, Liang Fuliang, Zou Kai, Feng Jing, Xiao Qin, Yang Wei                                                              |
| 2.    | Russland               | 275.400  | Sergei Chorochordin, Maxim Dewjatowski, Nikolai Krjukow, Juri Rjasanow, Dimitri Gogotow, Alexander Safoschkin                   |
| 3.    | Japan                  | 274.800  | Hiroyuki Tomita, Takuya Nakase, Eiichi Sekiguchi, Hisashi Mizutori, Takehito Mori, Naoya Tsukahara                              |
| 4.    | Rumänien               | 272.225  | Dan Potra, Flavius Koczi, Daniel Popescu, Răzvan Șelariu, Robert Stănescu, Marian Drăgulescu                                    |
| 5.    | Belarus                | 272.050  | Denis Sawenkow, Dimitri Sawitski, Dimitri Kaspiarowitsch, Uladzimir Yermakov, Iwan Iwankou, Aliaksandr Tsarevich                |
| 6.    | Kanada                 | 270.350  | Nathan Gafuik, Adam Wong, David Kikuchi, Ken Ikeda, Brandon O’Neill, Kyle Shewfelt                                              |
| 7.    | Deutschland            | 270.025  | Robert Juckel, Fabian Hambüchen, Thomas Andergassen, Eugen Spiridonov, Philipp Boy, Marcel Nguyen                               |
| 8.    | Schweiz                | 268.025  | Mark Ramseier, Niki Böschenstein, Claudio Capelli, Andreas Schweizer, Daniel Groves, Roger Sager                                |
| 9.    | Spanien                | 358.525* | Isaac Botella Perez, Victor Cano, Gervasio Deferr, Rafael Martínez, Sergio Muñoz, Ivan San Miguel                               |
| 10.   | Frankreich             | 358.475* | Thomas Bouhail, Yann Cucherat, Gaël da Silva, Dimitri Karbanenko, Yann Rayepin, Raphaël Wignanitz                               |
| 11.   | Südkorea               | 358.475* | Dae Eun Kim, Ji Hoon Kim, Seung Il Kim, Soo Myun Kim, Tae-Young Yang, Won Chul Yoo                                              |
| 12.   | Ukraine                | 358.275* | Andrij Isajew, Mykola Kuksenkow, Witali Nakonetschnj, Olexandr Suprun, Olexandr Jakubowski, Roman Sosulja                       |
| 13.   | Vereinigte Staaten     | 358.100* | Guillermo Alvarez, Alexander Artemev, Jonathan Horton, David Sender, Clayton Strother, Kai Wen Tan                              |
| 14.   | Australien             | 356.175* | Joshua Jefferis, Samuel Offord, Thomas Pichler, Philippe Rizzo, P. Sellathurai, Samuel Simpson                                  |
| 15.   | Italien                | 352.500* | Matteo Angioletti, Enzo Bernardoni, Igor Cassina, Andrea Coppolino, Matteo Moradi, Paolo Ottavi                                 |
| 16.   | Puerto Rico            | 351.250* | Reinaldo Oquendo, Angel Ramos, Tommy Ramos, Luis Rivera, Alexander Rodriguez, Luis Vargas                                       |
| 17.   | Griechenland           | 351.025* | K. Barmpakis, Xenofon Kosmidis, Christos Lympanovnos, Vlasis Maras, Dimosthenis Tampakos, Vasileios Tsolakidis                  |
| 18.   | Brasilien              | 349.000* | Michel Conceicao, Luiz dos Anjos, Diego Hypólito, Caio Costa, Mosiah Rodrigues, Victor Rosa                                     |
| 19.   | Vereinigtes Königreich | 347.450* | Ross Brewer, Adam Cox, Luke Folwell, Sam Hunter, Danny Lawrence, Olver Kneen                                                    |
| 20.   | Kasachstan             | 346.325* | |
| 21.   | Bulgarien              | 345.125* | Aleksandar Batinkow, Iwelin Iwanow, Jordan Jowtschew, Bogomil Kujumdschiew, Aleksandar Markow, Filip Janew                      |
| 22.   | Portugal               | 344.525* | Perdo Almeida, Luis Araujo, Filipe Bezugo, Manuel Campos, Bernardo Graca, Gustavo Simoes                                        |
| 23.   | Niederlande            | 344.175* | Jeroen Hardon, Anthony van Assche, Yuri van Gelder, Jeffrey Wammes, Epke Zonderland, Herre Zonderland                           |
| 24.   | Lettland               | 343.350* | Ivan Gorbunovs, Jevgēņijs Saproņenko, Dimitri Trefilovs, Igors Vihrovs, Denis Zbickis, Evgeni Zorins                            |
| 25.   | Polen                  | 341.800* | Leszek Blanik, Kamil Hulboj, Roman Kulesza, Przemyslaw Lis, Marek Lyszczarz, Krzysztof Muchorski                                |
| 26.   | Venezuela              | 341.575* | Carlos Carbonell, Regulo Carmona, Fernando Fuentes, Jose Luis Fuentes, Johnny Parra, Ivan Tovar                                 |
| 27.   | Ungarn                 | 340.750* | Levente Fekete, Robert Gal, Marcell Hetrovics, Vid Hidvégi, Csaba Horváth, Istvan Szalontai                                     |
| 28.   | Mexiko                 | 340.250* | Manuel Aleman, Daniel Corral, Santiago Lopez, Miguel Monreal, Joaquín Ramirez, Luis Sosa                                        |
| 29.   | Chinesisch Taipeh      | 336.825* | Che-Wei Chang, Che Kuei Huang, Sheng-Meng Huang, Tai-I Huang, Yi-Hsueh Huang, Hsiang-Wei Lin                                    |
| 30.   | Israel                 | 335.875* | Felix Aronovich, Eduard Gholub, Pavel Gofman, Alexander Shatilov                                                                |
| 31.   | Dänemark               | 334.900* | Kaspar Fardan, Henrik Kræmmer, Mathias Lee Hansen, Florin Purge, Helge Vammen, Jeppe Villekjær                                  |
| 32.   | Finnland               | 333.400* | Sami Aalto, Riku Koivunen, Ilkka Kuusela, Jari Monkkonen, Jani Tanskanen, Timo Niemela                                          |
| 33.   | Schweden               | 327.925* | Jimmy Boström, George Foo, Patrick Hagelin, Björn Slanvall, Mans Stenberg, Elof Tehler                                          |
| 34.   | Norwegen               | 327.850* | Joachim Hanche-Olsen, Espen Jansen, Arve Jørgensen, Daniel Larsen, Tore Samuelsen, Kristian Solem                               |
| 35.   | Österreich             | 327.250* | Marco Baldauf, Sebastian Bösch, Fabian Leimlehner, Andreas Höller, Mario Rauscher, Gabriel Rossi                                |
| 36.   | Türkei                 | 327.075* | Ibrahim Bulut, Ersin Safak, Umit Samiloglu, Kerem Venedik, Fatih Yildiz, Cumhur Zorba                                           |
| 37.   | Ägypten                | 326.775* | Karim Aly Mohamed, Tamer Ragab, Walid Said Eldariny, Mohamed Serour, Islam Shahin                                               |
| 38.   | Südafrika              | 326.600* | Cristian Brezeanu, Waldo Cottle, Ross Ferguson, Werner Grobler, Tyrone Morris, Troy Sender                                      |
| 39.   | Tschechien             | 324.500* | Michal Boltnar, Daniel Rexa, Martin Ruzicka, Petr Smejkal, Martin Vlk, David Vyoral                                             |
| 40.   | Algerien               | 324.175* | Fatah Ait Saada, Sid Ali Ferdjani, Abdelkader Guettaf, Karim Guezgouz, Oussama Lafri, Yousef Sebti                              |
| 41.   | Island                 | 316.900* | Rúnar Alexandersson, Bjarki Ásgeirsson, Ingvar Jochumsson, Robert Kristmannsson, Viktor Kristmannsson, Anton Heidar Thórólfsson |
| 42.   | Slowenien              | 310.500* | Ziga Britovsek, Alen Dimic, Aljaž Pegan, Blaz Puljic, Klemen Rutar, Sebastian Straus                                            |
| 43.   | Chile                  | 303.025* | Christian Bruno, Emilio Cubillos, M. Fingerhuth, Juan Pablo Gonzalez, Manuel Pasten                                             |

#### Einzel-Mehrkampf
| Rang | Athlet               | Punkte |
| ---- | -------------------- | ------ |
| 1.   | Yang Wei             | 94.400 |
| 2.   | Hiroyuki Tomita      | 93.175 |
| 3.   | Fabian Hambüchen     | 92.975 |
| 4.   | Chen Yibing          | 92.625 |
| 5.   | Maxim Dewjatowski    | 92.550 |
| 6.   | Takuya Nakase        | 91.650 |
| 7.   | Yang Tae-young       | 90.700 |
| 8.   | Dorin Răzvan Șelariu | 90.600 |
| 9.   | Adam Wong            | 90.325 |
| 9.   | Rafael Martínez      | 90.325 |
| 11.  | Dimitri Sawitski     | 90.100 |
| 12.  | Joshua Jefferis      | 89.250 |
| 13.  | Roman Zozulya        | 89.100 |
| 14.  | Dan Potra            | 89.000 |
| 15.  | Dimitri Karbanenko   | 88.925 |
| 16.  | Juri Rjasanow        | 88.900 |
| 17.  | Nathan Gafuik        | 88.250 |
| 18.  | Guillermo Alvarez    | 88.175 |
| 19.  | Christos Lympanovnos | 88.000 |
| 20.  | Luis Vargas          | 87.450 |
| 21.  | Mykola Kuksenkow     | 87.425 |
| 22.  | Alexander Artemev    | 87.225 |
| 23.  | Claudio Capelli      | 85.250 |

#### Boden
| Rang | Athlet              | Punkte |
| ---- | ------------------- | ------ |
| 1.   | Marian Drăgulescu   | 16.250 |
| 2.   | Diego Hypólito      | 16.150 |
| 3.   | Kyle Shewfelt       | 15.700 |
| 4.   | Gervasio Deferr     | 15.675 |
| 5.   | Jordan Jowtschew    | 15.600 |
| 6.   | Zou Kai             | 15.550 |
| 7.   | Alexander Shatilov  | 15.525 |
| 8.   | Isaac Botella Perez | 14.600 |

#### Pauschenpferd
| Rang | Athlet                | Punkte |
| ---- | --------------------- | ------ |
| 1.   | Xiao Qin              | 16.025 |
| 2.   | Prashanth Sellathurai | 15.750 |
| 3.   | Alexander Artemev     | 15.500 |
| 4.   | Nikolai Krjukow       | 15.450 |
| 5.   | Feng Jing             | 15.375 |
| 6.   | Flavius Koczi         | 15.350 |
| 7.   | Hiroyuki Tomita       | 15.225 |
| 8.   | Robert Seligman       | 14.750 |

#### Ringe
| Rang | Athlet               | Punkte |
| ---- | -------------------- | ------ |
| 1.   | Chen Yibing          | 16.525 |
| 2.   | Jordan Jowtschew     | 16.325 |
| 3.   | Yuri van Gelder      | 16.300 |
| 4.   | Yang Wei             | 16.275 |
| 5.   | Iwan Iwankou         | 16.225 |
| 6.   | Alexander Safoschkin | 15.850 |
| 7.   | Andrea Coppolino     | 15.625 |
| 8.   | Matteo Angioletti    | 15.500 |

#### Sprung
| Rang | Athlet                 | Punkte |
| ---- | ---------------------- | ------ |
| 1.   | Marian Drăgulescu      | 16.487 |
| 2.   | Dimitri Kaspiarowitsch | 16.312 |
| 3.   | Fabian Hambüchen       | 15.825 |
| 4.   | Yernar Yerimbetov      | 15.712 |
| 5.   | Diego Hypólito         | 15.662 |
| 6.   | Leszek Blanik          | 15.650 |
| 7.   | Jevgēņijs Saproņenko   | 15.412 |
| 8.   | Raphaël Wignanitz      | 15.237 |

#### Barren
| Rang | Athlet               | Punkte |
| ---- | -------------------- | ------ |
| 1.   | Yang Wei             | 16.075 |
| 2.   | Hiroyuki Tomita      | 15.950 |
| 2.   | Yoo Won-chul         | 15.950 |
| 4.   | Vasileios Tsolakidis | 15.925 |
| 5.   | Iwan Iwankou         | 15.850 |
| 6.   | Yang Tae-young       | 15.725 |
| 7.   | Takehito Mori        | 15.700 |
| 8.   | Anton Fokin          | 15.450 |

#### Reck
| Rang | Athlet            | Punkte |
| ---- | ----------------- | ------ |
| 1.   | Philippe Rizzo    | 16.125 |
| 2.   | Aljaž Pegan       | 15.900 |
| 3.   | Vlasis Maras      | 15.800 |
| 4.   | Hiroyuki Tomita   | 15.550 |
| 5.   | Nikolai Krjukow   | 15.525 |
| 6.   | Takehito Mori     | 14.875 |
| 7.   | Kim Seung Il      | 14.375 |
| 8.   | Marian Drăgulescu | 11.325 |

### Frauen

#### Mannschaft
| Rang | Land                   | Punkte   | Team-Mitglieder |
| ---- | ---------------------- | -------- | --- |
| 1.   | Volksrepublik China    | 182.200  | Zhou Zhuoru, Zhang Nan, Cheng Fei, Pang Panpan, He Ning, Li Ya                                                        |
| 2.   | Vereinigte Staaten     | 181.350  | Jana Bieger, Chellsie Memmel, Alicia Sacramone, Anastasia Liukin, Natasha Kelley, Ashley Priess                       |
| 3.   | Russland               | 177.325  | Swetlana Kljukina, Kristina Prawdina, Polina Miller, Jelena Zamolodschikowa, Anna Pawlowa, Anna Grudko                |
| 4.   | Rumänien               | 175.450  | Elena Chiric, Steliana Nistor, Sandra Izbașa, Daniela Druncea, Florica Leonida, Loredana Șucar                        |
| 5.   | Ukraine                | 174.250  | Maryna Proskurina, Dariya Zgoba, Iryna Krasnjanska, Alina Kositsch, Maryna Kostiuchenko, Olga Scherbatitsch           |
| 6.   | Australien             | 173.225  | Daria Joura, Hollie Dykes, Karen Nguyen, Melody Hernandez, Olivia Vivian, Geogia Bonora                               |
| 7.   | Brasilien              | 172.975  | Daniele Hypólito, Lais Souza, Daiane dos Santos, Bruna da Costa, Juliana Chaves Santos, Camila Comin                  |
| 8.   | Spanien                | 170.475  | Thais Escolar, Lenika de Simone, Patricia Moreno, Laura Campos, Melodie Pulgarin, Tania Gener                         |
| 9.   | Italien                | 229.425* | Vanessa Ferrari, Carlotta Giovannini, Lorena Cozar, Monica Bergamelli, Federica Macri, Sara Bradaschia                |
| 10.  | Frankreich             | 227.950* | Isabelle Severino, Kathleen Lindor, Lindsay Lindor, Erika Morel, Julie Martinez, Jenny Kohler                         |
| 11.  | Vereinigtes Königreich | 226.575* | Elizabeth Tweddle, Emma White, Aisling Williams, Olivia Bryl, Lynette Lisle, Leigh Rogers                             |
| 12.  | Japan                  | 226.075* | Mayu Kuroda, Ayaka Sahara, Kyoko Oshima, Manami Ishizaka, Miki Uemura, Erika Mizoguchi                                |
| 13.  | Nordkorea              | 223.575* | Hong Su Jong, Hong Un Jong, Pyon Kwang Sun, Kim Myong Bok, Cha Hyong Wa, Kim Un Hyang                                 |
| 14.  | Kanada                 | 223.575* | Elyse Hopfner-Hibbs, Alyssa Brown, Marci Bernholtz, Crystal Gilmore, Rebecca Simbudhas, Britnee Habbib                |
| 15.  | Niederlande            | 222.225* | Verona van de Leur, Loes Linders, Berber van der Berg, Hanneke Hoefnagel, Danila Koster, Lichelle Wong                |
| 16.  | Deutschland            | 222.125* | Oksana Chusovitina, Daria Bijak, Kim Bui, Heike Gunne, Svenja Hickel, Theresa Sporer                                  |
| 17.  | Schweiz                | 220.075* | Ariella Kaeslin, Danielle Englert, Carina Feurst, Sabina Flückiger, Melanie Marti, Linda Stämpfli                     |
| 18.  | Mexiko                 | 216.725* | Elsa Garcia, Maricela Cantu, Yeny Ibarra, Maricela Arizmendi, Erika Garcia                                            |
| 19.  | Griechenland           | 216.725* | Stefanie Bismpikou, Evgenia Zafeiraki, Vasiliki Millousi, Viktoria Tsakalidou, Paschalina Mitrakou, V. Georgakopolou  |
| 20.  | Tschechien             | 216.475* | Jana Sikulova, Jana Komrsková, Nicole Pechancova, Martina Strnadova, Adela Pavoukova, Veronika Ozanova                |
| 21.  | Polen                  | 213.175* | Marta Pihan, Joanna Skowronska, Paula Plichta, Joanna Litweka, Paula Koza, Anna Turczynska                            |
| 22.  | Bulgarien              | 212.225* | Viktoria Karpenko, Nikolina Tankoucheva, Silwia Georgiewa, Veneta Hristova, Mariana Stankova, Gergana Ivanova         |
| 23.  | Südkorea               | 211.950* | Yeo Su Jung, Kim Hyo-Bin, Yu Han Sol, Bae Mul-Eum, Kang Ji Na, Han Eun Bi                                             |
| 24.  | Belarus                | 208.450* | Viktoria Makshtarova, Natassia Marachouskaya, Volha Shakots, Aksana Novikava, Liudmila Dmitransita, Alina Sycheuskaya |
| 25.  | Argentinien            | 206.625* | Aylen Gonzales, Sol Poliandri, Nadir Domeneghini, Agostina Fratantueno, Eugenia Ficosecco, Tatiana Potochnik          |
| 26.  | Finnland               | 204.700* | Annamari Maaranen, Fanni Helminnen, Dora Sarpaneva, Annika Urvikko, Siiri Lehtio, Kiira Kokko                         |
| 27.  | Venezuela              | 200.375* | Fanny Briceno, Yarimar Medina, Genesis Monsalve, Maciel Pena, Ivet Rojas                                              |
| 28.  | Norwegen               | 200.225* | Charlotte Buer, Caroline Dolen, Julie Hansson, Kathrine Hansson, Sandra Ostad                                         |
| 29.  | Schweden               | 196.775* | Veronica Wagner, Josefine Backe, Malin Hvetlander, Emma Lindevall, Maria Majtorp, Stephanie Pizzignacco               |
| 30.  | Chile                  | 196.725* | Carolina Alarcon, Melanie Cabrera, Martin Castro, Simona Castro, Macarena Pinto                                       |
| 31.  | Puerto Rico            | 187.950* | Leysha Lopez, Yashira Lopez, Bernice Martinez, Gabriela Sanguineti, Karlyann Santiago                                 |
| 32.  | Dänemark               | 185.900* | Mette Hulgaard, Marie Jæger, Michelle Lauritsen, Miriam Offersgaard, Ditte Valsgaard                                  |
| 33.  | Island                 | 172.900* | Inga Rós Gunnarsdóttir, Hera Jóhannesdóttir, Margrét Hulda Karlsdóttir, Sif Pálsdóttir                                |

(*) Ergebnisse aus der Qualifikation

#### Einzel-Mehrkampf
| Rang | Athlet              | Punkte |
| ---- | ------------------- | ------ |
| 1.   | Vanessa Ferrari     | 61.025 |
| 2.   | Jana Bieger         | 60.750 |
| 3.   | Sandra Izbașa       | 60.250 |
| 4.   | Steliana Nistor     | 59.950 |
| 5.   | Daria Joura         | 59.875 |
| 6.   | Pang Panpan         | 59.875 |
| 7.   | Hollie Dykes        | 59.500 |
| 8.   | Elizabeth Tweddle   | 59.450 |
| 9.   | Oksana Chusovitina  | 58.950 |
| 10.  | Ashley Priess       | 58.800 |
| 11.  | Isabelle Severino   | 58.625 |
| 12.  | Zhou Zhuoru         | 58.575 |
| 13.  | Alina Kositsch      | 58.200 |
| 14.  | Laura Campos        | 58.100 |
| 15.  | Mayu Kuroda         | 57.975 |
| 16.  | Elyse Hopfner-Hibbs | 57.700 |
| 16.  | Lenika de Simone    | 57.700 |
| 18.  | Ariella Kaeslin     | 57.675 |
| 19.  | Anna Pawlowa        | 57.625 |
| 20.  | Katheleen Lindor    | 57.600 |
| 21.  | Daniele Hypólito    | 57.175 |
| 22.  | Dariya Zgoba        | 56.925 |
| 23.  | Hong Su Jong        | 56.075 |
| 24.  | Kristina Prawdina   | 55.525 |

#### Sprung
| Rang | Athlet                 | Punkte |
| ---- | ---------------------- | ------ |
| 1.   | Cheng Fei              | 15.712 |
| 2.   | Alicia Sacramone       | 15.325 |
| 3.   | Oksana Chusovitina     | 15.100 |
| 4.   | Lais Souza             | 14.987 |
| 5.   | Anna Pawlowa           | 14.975 |
| 6.   | Jelena Zamolodschikowa | 14.962 |
| 7.   | Hong Su Jong           | 14.540 |
| 8.   | Sandra Izbașa          | 14.562 |

#### Stufenbarren
| Rang | Athlet            | Punkte |
| ---- | ----------------- | ------ |
| 1.   | Elizabeth Tweddle | 16.200 |
| 2.   | Anastasia Liukin  | 16.050 |
| 3.   | Vanessa Ferrari   | 15.775 |
| 4.   | Mayu Kuroda       | 15.400 |
| 5.   | Jana Bieger       | 14.550 |
| 6.   | Daria Joura       | 14.375 |
| 7.   | Steliana Nistor   | 13.975 |
| 8.   | Iryna Krasnjanska | 13.475 |

#### Balken
| Rang | Athlet              | Punkte |
| ---- | ------------------- | ------ |
| 1.   | Iryna Krasnjanska   | 15.575 |
| 2.   | Sandra Izbașa       | 15.500 |
| 3.   | Elyse Hopfner-Hibbs | 15.475 |
| 4.   | Anna Pawlowa        | 15.275 |
| 4.   | Zhang Nan           | 15.275 |
| 6.   | Vanessa Ferrari     | 14.675 |
| 7.   | Steliana Nistor     | 14.575 |
| 8.   | Olga Scherbatitsch  | 14.325 |

#### Boden
| Rang | Athlet            | Punkte |
| ---- | ----------------- | ------ |
| 1.   | Cheng Fei         | 15.875 |
| 2.   | Jana Bieger       | 15.550 |
| 3.   | Vanessa Ferrari   | 15.450 |
| 4.   | Daiane dos Santos | 15.425 |
| 4.   | Elizabeth Tweddle | 15.425 |
| 6.   | Sandra Izbașa     | 15.375 |
| 7.   | Natasha Kelley    | 15.300 |
| 8.   | Lais Souza        | 14.750 |

## Medaillenspiegel
| Platz | Land                   |   |   |   | Gesamt |
| ----- | ---------------------- | - | - | - | ------ |
| 1     | Volksrepublik China    | 8 | 0 | 0 | 8      |
| 2     | Rumänien               | 2 | 1 | 1 | 4      |
| 3     | Australien             | 1 | 1 | 0 | 2      |
| 4     | Italien                | 1 | 0 | 2 | 3      |
| 5     | Vereinigtes Königreich | 1 | 0 | 0 | 1      |
| 5     | Ukraine                | 1 | 0 | 0 | 1      |
| 7     | Vereinigte Staaten     | 0 | 5 | 1 | 6      |
| 8     | Japan                  | 0 | 2 | 1 | 3      |
| 9     | Russland               | 0 | 1 | 1 | 2      |
| 10    | Belarus                | 0 | 1 | 0 | 1      |
| 10    | Brasilien              | 0 | 1 | 0 | 1      |
| 10    | Bulgarien              | 0 | 1 | 0 | 1      |
| 10    | Südkorea               | 0 | 1 | 0 | 1      |
| 10    | Slowenien              | 0 | 1 | 0 | 1      |
| 15    | Deutschland            | 0 | 0 | 3 | 3      |
| 16    | Kanada                 | 0 | 0 | 2 | 2      |
| 17    | Griechenland           | 0 | 0 | 1 | 1      |
| 17    | Niederlande            | 0 | 0 | 1 | 1      |